# Klinikkirche Homburg

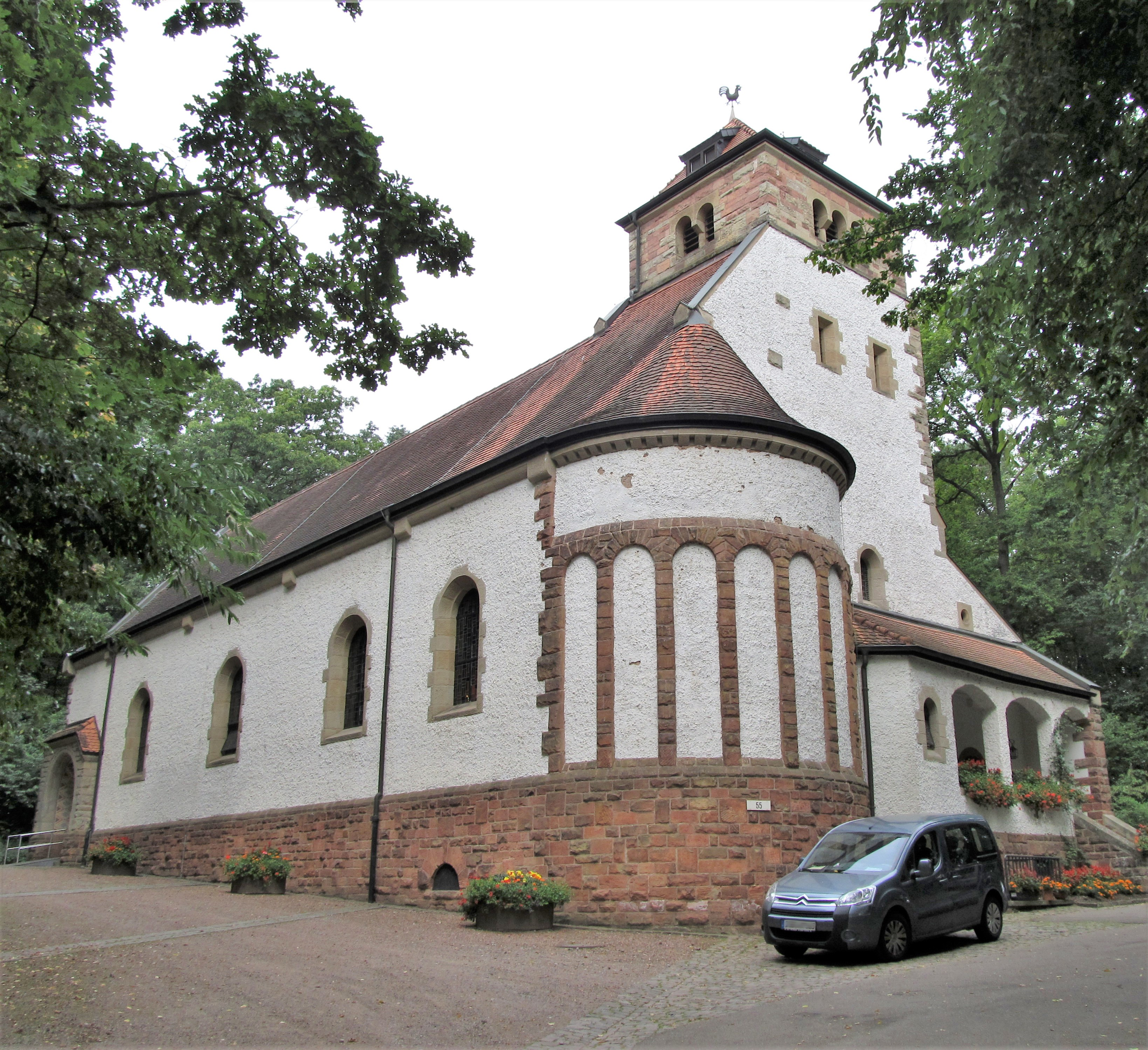
Klinikkirche Homburg

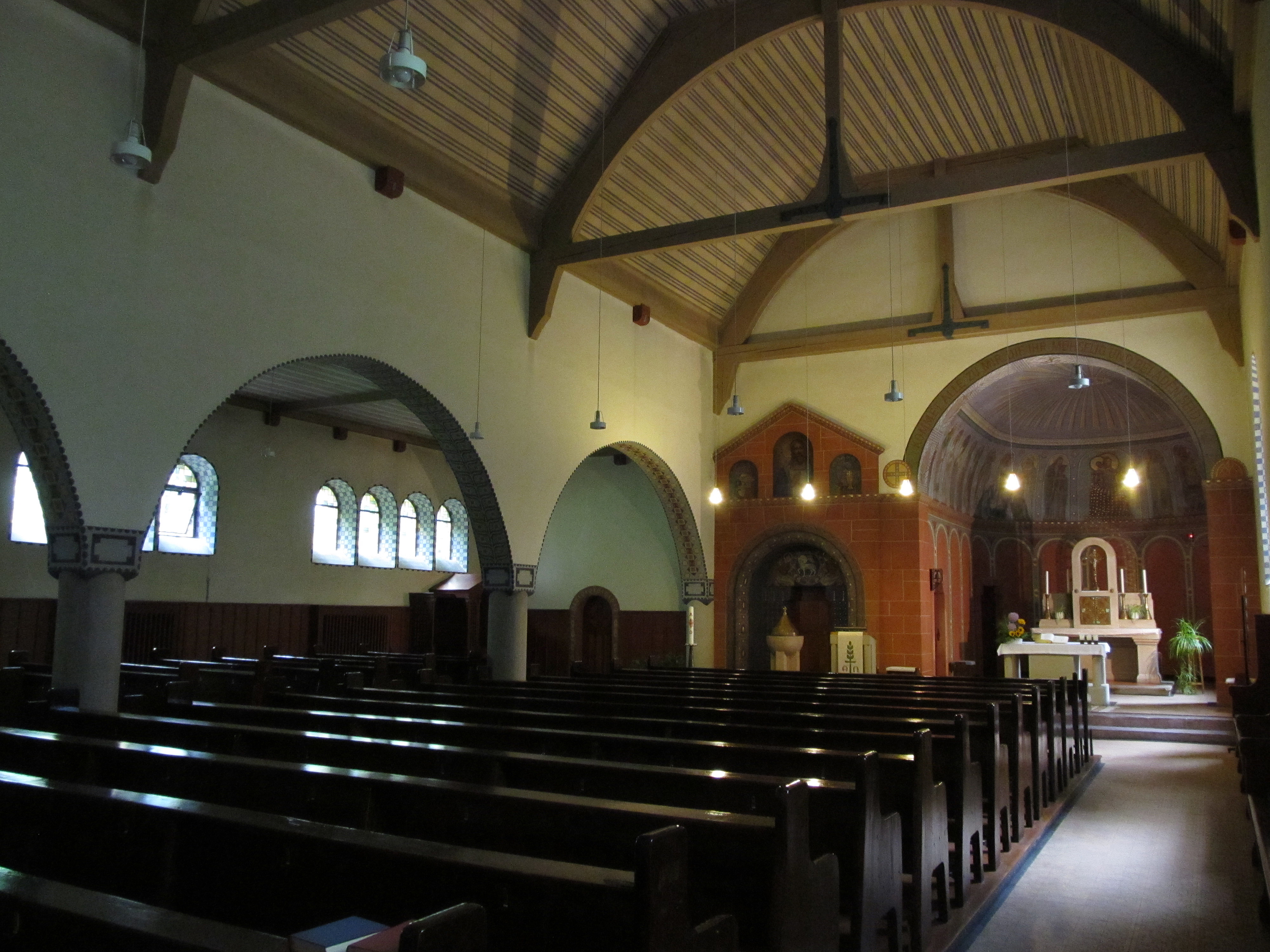
Innenraum

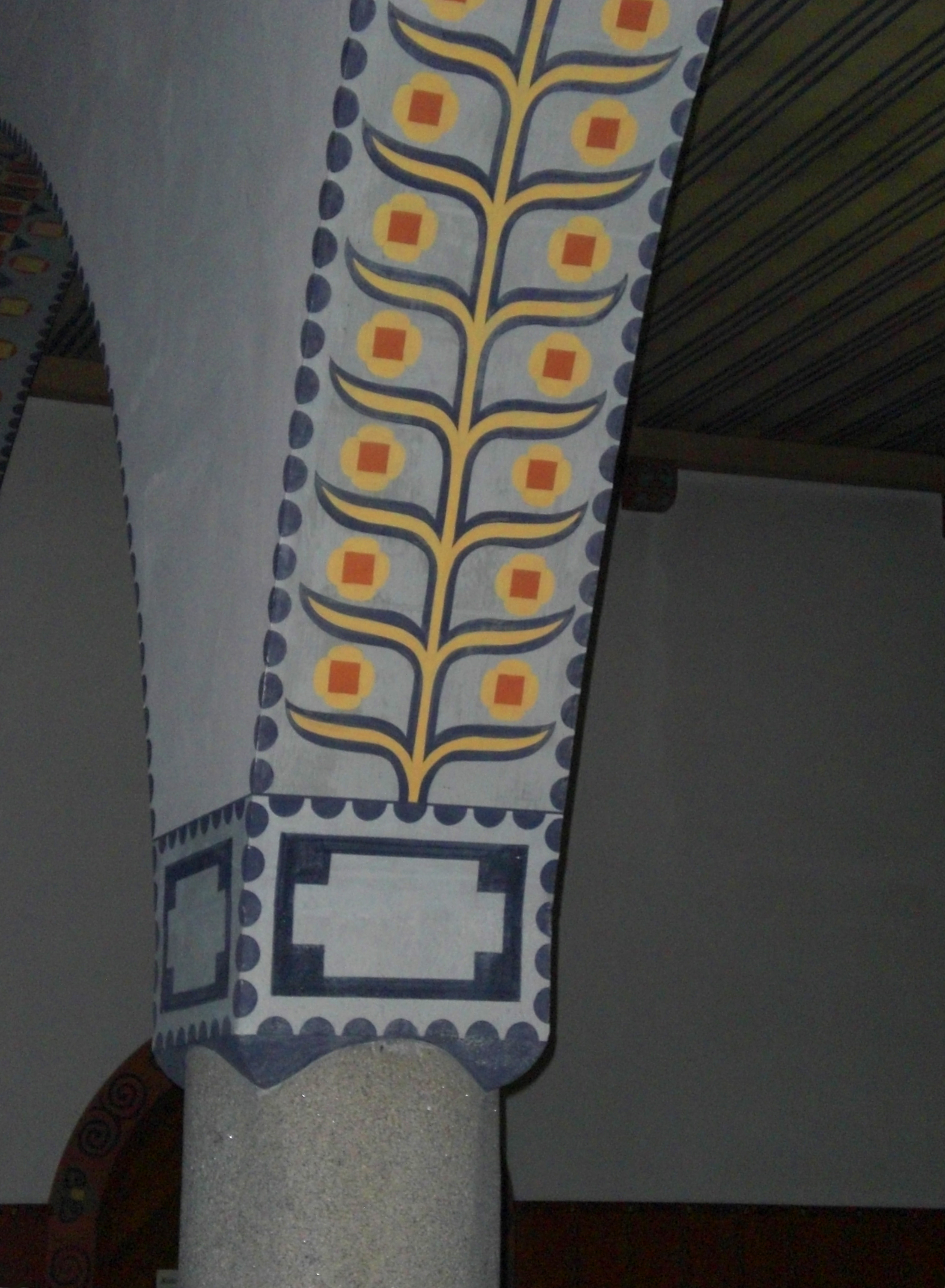
Bemalte Säule

Die Klinikkirche Homburg ist eine Krankenhauskirche im südwestlichen Teil des Klinikgeländes des Universitätsklinikum des Saarlandes in Homburg. Sie liegt in einem kleinen Waldstück etwas erhöht auf einem Hügel ohne direkte Nachbarschaft zu anderen Gebäuden oder Straßen. Krankenhausintern wird das Gebäude unter der Gebäudenummer 55 geführt. Die Kirche bietet einem in den 1980er Jahren gegründeten Chor Raum für Proben und Konzerte, die einmal jährlich zum Semesterende stattfinden.

## Geschichte
Das Gotteshaus wurde 1906/09 zusammen mit den anderen ältesten Gebäuden des Klinikareals, das damals Pfälzische Heil- und Pflegeanstalt in Homburg hieß, als Simultankirche im Stil des Historismus erbaut. Architekt war der königlich-bayrische Bauamtmann Heinrich Ullmann aus Speyer.

## Baubeschreibung
Das Gebäude ist zirka 30 Meter lang und in ein Haupt- und ein nördliches Seitenschiff gegliedert. Der Chorraum ist asymmetrisch von der Hauptachse nach Süden versetzt und befindet sich unter dem Turm. Das Hauptschiff hat ein Tonnengewölbe aus längs verlaufenden Holzbalken, das Seitenschiff eine Flachdecke aus Holz.

## Ausstattung
Die Seitenwände sind weiß verputzt, die Holzelemente in hellem Ockergelb gestrichen. Die Fensterlaibungen und die Scheidbögen der Säulen zwischen den beiden Kirchenschiffen sind ebenfalls farbig gestrichen.
Im Chor sind aufwändige Wandmalereien im Jugendstil angebracht, so zum Beispiel in der Apsis Fresken von Maria mit dem Kind, den Vierzehn Nothelfern sowie von Anna, Petrus und Josef. Im Apsisbogen sind die Bildsymbole der vier neutestamentlichen Evangelisten verewigt. Der Mensch für das Matthäusevangelium, der Löwe für das Markus-, der Stier für das Lukas- und der Adler für das Johannesevangelium. Die Kuppelwölbung ist blau gefärbt mit der Pfingsttaube an ihrem Scheitelpunkt, von der breite goldene Strahlen ausgehen. Vom Kirchenraum her ist am Triumphbogen der Vers „Kommet alle zu mir, die ihr mühselig und beladen seid“ (Matthäus 11,28) zu lesen.
Im Chorraum befindet sich der katholische Hochaltar, der reich verziert und mit Tabernakeln versehen ist. Links neben dem Chor, an der Stirnwand des Hauptschiffes stand bis zur Renovierung 1987/89 der evangelische Altar in einer übergiebelten Rundbogennische (Aedicula). Seitdem ist er ebenfalls im Chor und wird als Hauptaltar benutzt. Am alten Standort des evangelischen Altars steht heute das Taufbecken, das zuvor die beiden christlichen Glaubenzentren dieser Kirche voneinander trennte. Am alten Standort des Taufbeckens steht heute ein Ambo aus Sandstein von Paul Schneider (1988).
Die bunte, lebensfrohe Farbgebung der Kirche fiel in den 1920er Jahren einem Einheitsgrau zum Opfer. Mit der Renovierung 60 Jahre später wurde versucht, die Originaltöne wiederherzustellen.

## Orgel

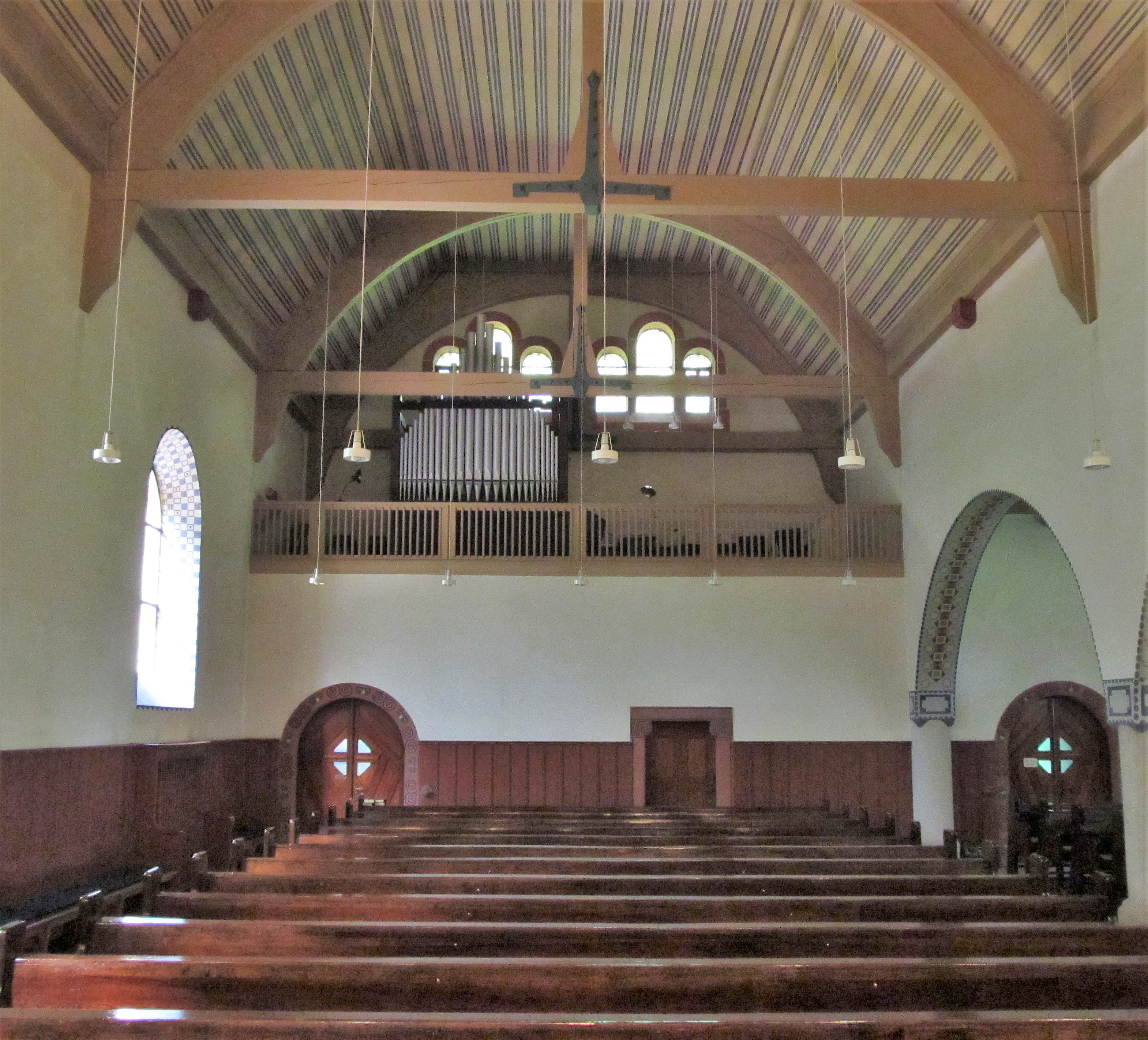
Blick zur Orgelempore

Die erste Orgel der Kirche, ein einmanualiges Instrument mit 8 Registern, wurde 1909 vom Orgelbauunternehmen G. F. Steinmeyer (Oettingen) gebaut. 1968 war die Orgel wegen Schäden durch Heizungsluft unspielbar geworden, und wurde schließlich 1971 bei einem Kircheneinbruch zerstört. 1972 erfolgte die Aufstellung eines einmanualigen Positivs mit 4 Registern durch den Orgelbauer Detlef Kleuker (Brackwede). 1984 wurde die der Steinmeyer-Orgel abgebrochen. Die Kleuker-Orgel wurde 2006 abgebaut und in der Kirche von Katzenbach (Verbandsgemeinde Nordpfälzer Land) aufgestellt. Als Ersatz erfolgte ebenfalls 2006 die Aufstellung einer Klais-Orgel aus dem Jahr 1908 aus Elsdorf-Esch durch Peter Ohlert (Kirkel), die am 5. November 2006 in Dienst gestellt wurde. Das Instrument ist einmanualig und verfügt über 8 Register sowie pneumatische Kegelladen.
| I Manual C–g3 |               |      |
| 1.            | Prinzipal     | 8′   |
| 2.            | Doppelflöte   | 8′   |
| 3.            | Salicional    | 8′   |
| 4.            | Vox coelestis | 8′   |
| 5.            | Octavflöte    | 4′   |
| 6.            | Superoctav    | 2′   |
| 7.            | Mixtur II–III | [2′] |

| Pedal C–d1 |                                |     |
| 8.         | Subbass                        | 16′ |
|            | Cello (Transmission von Nr. 3) | 8′  |